# さくら (モデル)
さくら（2005年8月8日 - ）は、日本のファッションモデル、YouTuber、TikToker、インフルエンサー。宮崎県出身。VAZ所属。
女子小中高生向けYouTubeチャンネル「めるぷち」の元メンバー、YouTubeチャンネル「MelTV」のレギュラーメンバー、ファッション雑誌『Popteen』の元専属モデル。

## 略歴
中学生の頃より、ダンスの特技を生かした動画などで、TikTok投稿やYouTube個人チャンネルが話題となる。
超十代メンバーとなり、YouTubeチャンネル「シブヤ5丁目TV」内の番組『ヤバ十』、「LINE LIVE」の番組『私立シブヤ超十代学園』、「超 FUJI-Q!2020 ～超十代の秋まつり～」（2020年9月21日、富士急ハイランド）に出演する。YouTubeチャンネル「超十代チャンネル」のガールズユニット結成企画に参加する。
2019年4月、VAZがWebメディアで展開しているブランド「Mel」で女子小中学生向けのYouTubeチャンネルが開設される。さくらは、そのチャンネル「めるぷち」のスターティングメンバーとなる。2021年3月、さくらは、「めるぷち」を卒業。お菓子・おもちゃのオンラインショップとのタイアップにより、竹下通りで卒業企画が催される。高校1年生になってからは、YouTubeチャンネル「MelTV」のレギュラーメンバーとなる。
2019年12月25日、「TGC teen 2019 Winter」に出演する。
2019年、Popteenレギュラーモデルとなる。「“POP愛”全集中祭」（2021年3月31日、豊洲PIT）に出演する。2021年、さくらを含むPopteenモデル3名でテスコム新ブランドのアンバサダーの座を争う。YouTube、TikTok､Instagramそれぞれに上げた動画・画像の視聴者評価で順位が決められ、総合第1位のさくらは、アンバサダーとして 街頭ビジョンCMに出演する。『Popteen』2022年1月号より同誌専属モデルとなる。2024年9月号をもってPopteen専属モデルを卒業する予定である。
2021年、音楽バラエティ番組を配信するYouTubeチャンネル「おんがくキッチン」で、MCを務める。
2023年3月30日、医療脱毛「エミナルクリニック」のティーンアンバサダーに就任。
2024年3月28日、「超十代 -ULTRA TEENS FES- 2024@TOKYO」に出演する。
2025年1月20日、1stスタイルブック『やのぶっく。』（リルプラ）を発売。

## 人物
- 妹が2人おり、姉妹でYouTube個人チャンネルに登場することがある[6]。
- 身長は155cmである[3]。YouTube個人チャンネルで低身長ファッションコーディネート企画をしたことがある[26]。
- ファンネームは、「さくらっ子」である[27]。
- Z世代を対象にしたシンクタンク組織「Z総研」による調査「Z世代が選ぶ2024上半期トレンドランキング」における「流行ったTikToker」部門で1位にランクインした[28]。

## 出演

### テレビ番組
- 突然ですが占ってもいいですか?（2022年8月29日、フジテレビ）[29]
- 踊る!さんま御殿!!（2025年1月21日、日本テレビ）[30][31][32]

### 広告
- テスコム elims me 街頭ビジョンCM（2021年12月25日 - 31日、MAGNET by SHIBUYA109壁面）[18]

### 雑誌
- Popteen（2022年1月号 - 、角川春樹事務所）- 専属モデル[4][33]

### MV
- Little Glee Monster「UP TO ME!」（2024年）[34]

### フォトブック
- やのぶっく。（2025年1月20日、リルプラ）[25]